# Lepidium burkartii
Lepidium burkartii là một loài thực vật có hoa trong họ Cải. Loài này được Boelcke mô tả khoa học đầu tiên năm 1984.